# Charenton-du-Cher
Charenton-du-Cher és un municipi francès, situat al departament de Cher i a la regió de Centre – Vall del Loira. L'any 2007 tenia 1.117 habitants.

## Demografia

### Població
El 2007 la població de fet de Charenton-du-Cher era de 1.117 persones. Hi havia 472 famílies, de les quals 152 eren unipersonals (52 homes vivint sols i 100 dones vivint soles), 148 parelles sense fills, 116 parelles amb fills i 56 famílies monoparentals amb fills.
La població ha evolucionat segons el següent gràfic:
Habitants censats

### Habitatges
El 2007 hi havia 614 habitatges, 480 eren l'habitatge principal de la família, 67 eren segones residències i 67 estaven desocupats. 575 eren cases i 38 eren apartaments. Dels 480 habitatges principals, 323 estaven ocupats pels seus propietaris, 134 estaven llogats i ocupats pels llogaters i 23 estaven cedits a títol gratuït; 20 tenien una cambra, 27 en tenien dues, 92 en tenien tres, 157 en tenien quatre i 185 en tenien cinc o més. 360 habitatges disposaven pel capbaix d'una plaça de pàrquing. A 201 habitatges hi havia un automòbil i a 203 n'hi havia dos o més.

### Piràmide de població
La piràmide de població per edats i sexe el 2009 era:
| Homes | Edats   | Dones |
| ----- | ------- | ----- |
| 0     | 95 o +  | 0     |
| 0     | 90 a 94 | 16    |
| 8     | 85 a 89 | 24    |
| 12    | 80 a 84 | 12    |
| 20    | 75 a 79 | 44    |
| 16    | 70 a 74 | 40    |
| 36    | 65 a 69 | 32    |
| 60    | 60 a 64 | 36    |
| 52    | 55 a 59 | 24    |
| 48    | 50 a 54 | 56    |
| 36    | 45 a 49 | 40    |
| 56    | 40 a 44 | 24    |
| 40    | 35 a 39 | 52    |
| 32    | 30 a 34 | 24    |
| 28    | 25 a 29 | 24    |
| 4     | 20 a 24 | 16    |
| 44    | 15 a 19 | 28    |
| 36    | 10 a 14 | 20    |
| 20    | 5 a 9   | 36    |
| 12    | 0 a 4   | 16    |

## Economia
El 2007 la població en edat de treballar era de 663 persones, 481 eren actives i 182 eren inactives. De les 481 persones actives 423 estaven ocupades (214 homes i 209 dones) i 58 estaven aturades (24 homes i 34 dones). De les 182 persones inactives 76 estaven jubilades, 44 estaven estudiant i 62 estaven classificades com a «altres inactius».

### Ingressos
El 2009 a Charenton-du-Cher hi havia 492 unitats fiscals que integraven 1.120,5 persones, la mediana anual d'ingressos fiscals per persona era de 15.337 €.

### Activitats econòmiques
Dels 55 establiments que hi havia el 2007, 3 eren d'empreses extractives, 2 d'empreses alimentàries, 4 d'empreses de fabricació d'altres productes industrials, 9 d'empreses de construcció, 11 d'empreses de comerç i reparació d'automòbils, 4 d'empreses de transport, 6 d'empreses d'hostatgeria i restauració, 2 d'empreses immobiliàries, 4 d'empreses de serveis, 6 d'entitats de l'administració pública i 4 d'empreses classificades com a «altres activitats de serveis».
Dels 22 establiments de servei als particulars que hi havia el 2009, 1 era una oficina d'administració d'Hisenda pública, 1 gendarmeria, 1 oficina de correu, 2 tallers de reparació d'automòbils i de material agrícola, 3 paletes, 1 guixaire pintor, 2 fusteries, 1 lampisteria, 1 electricista, 1 perruqueria, 6 restaurants i 2 agències immobiliàries.
Dels 4 establiments comercials que hi havia el 2009, 1 era una botiga de més de 120 m² i 3 fleques.
L'any 2000 a Charenton-du-Cher hi havia 47 explotacions agrícoles que ocupaven un total de 2.320 hectàrees.

## Equipaments sanitaris i escolars
L'únic equipament sanitari que hi havia el 2009 era una farmàcia.
El 2009 hi havia una escola elemental integrada dins d'un grup escolar amb les comunes properes formant una escola dispersa.

## Poblacions més properes
El següent diagrama mostra les poblacions més properes.